# کارلوس آلبرتو تورس
کارلوس آلبرتو تورس (به انگلیسی: Carlos Alberto Torres) (زاده ۱۷ ژوئیه ۱۹۴۴ – درگذشته ۲۵ اکتبر ۲۰۱۶) فوتبالیست حرفه‌ای سابق برزیلی و یکی از بهترین مدافعان تاریخ فوتبال به انتخاب فیفا  و کاپیتان تیم ملی برزیل در جام جهانی ۱۹۷۰ بود.
او توسط پله به عنوان یکی از ۱۰۰ بازیکن برتر فیفا در قرن بیستم انتخاب شد. وی ۲۵ اکتبر ۲۰۱۶ در سن ۷۲ سالگی درگذشت.